# 壓縮升力

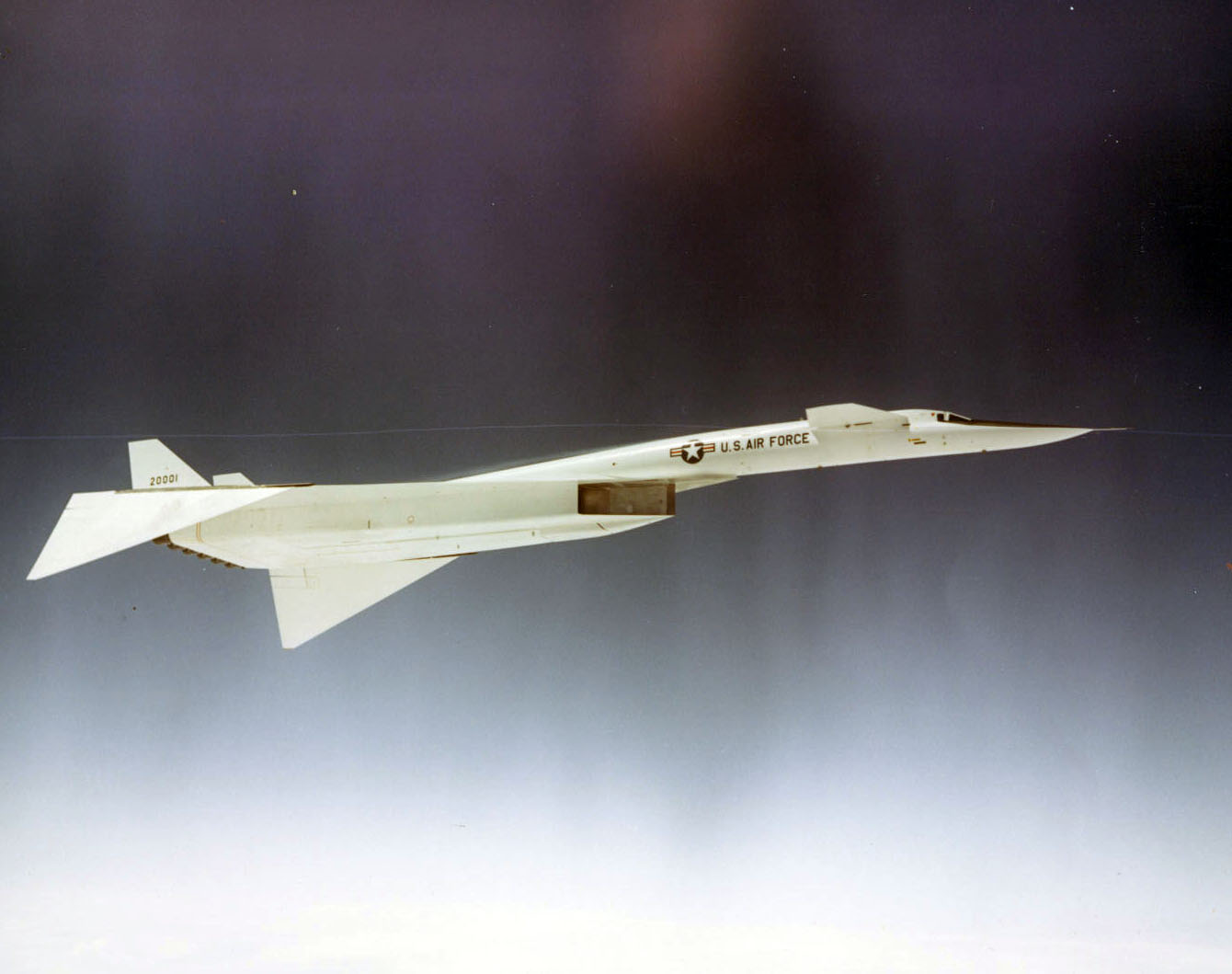
XB-70的翼尖彎折，不僅增加壓縮升力，也能強化在高速飛行下的方向穩定性

在空气动力学中，压縮升力指飞机利用超音速飞行產生的震波，造成底部壓力增加來作為升力。如此一來，便能顯著增加超音速/極音速飛行器的升力。壓縮升力的現象在1956年，由克拉伦斯·西弗森 和 阿尔弗雷德·J·埃格斯在分析核弹头大氣重返的異常表現時所發現。
壓縮升力的基本概念非常簡單：就像「快艇」在極高的速度下，「乘」在自己艏震波上，以降低阻力一樣的概念。 然而此效應要應用在飞行器上更加困难，因为「波」唯有在超音速飛行下才會產生，且具有不小的倾斜角度。因此飞行器外形必须精確設計，才能充分利用这种效應。此外震波的角度隨著速度不同會有極大的變化，若是想要在各個不同速度都能取得壓縮升力，外形设计將是一大難題。
迄今为止試圖應用壓縮升力的飞机，唯一接近量產是1960年代的XB-70。整個計畫中僅生產两架原型機便遭到取消，而原型機也從未投入實戰，最後只成為了超音速的測試台。压缩升力降低XB-70约30%的誘導阻力 。
高超音速飛行並使用压缩升力的乘波體設計，各國一直以來都抱持極高興趣。然而到目前為止，都仍停留在試驗機的階段。 如 波音X-51 (乘波體)，也應用压缩升力技術。

## 外部連結
- The Bird is on the Wing: Aerodynamics and the Progress of the American Airplane
- The Story of the Boeing Company By Bill Yenne, William Yenne
- Bomber R&D Since 1945: The Role of Experience By Mark A. Lorell, Alison Saunders
- Hypersonic Vehicle Design （页面存档备份，存于）